# Development Assistance Committee
Development Assistance Committee (DAC) är OECD:s kommitté för bistånd. DAC skapades 1961 och är ett internationellt forum för de största biståndsgivarländer med syfte att utveckla biståndet och säkerställa dess kvalitet. DAC genomför regelbundet granskningar av givarnas bistånd och sammanställer statistik över biståndsflöden. 
DAC har i december 2018 30 medlemmar, däribland Sverige. UNDP, Internationella valutafonden (IMF) och Världsbanken deltar som observatörer i arbetet.
I juli 2016 utsågs Sidas generaldirektör, Charlotte Petri Gornitzka, till ordförande för DAC. Hon lämnade uppdraget i september 2018.
Sekretariatet för DAC ligger i Paris.

## DAC:s bistånd till olika länder 2019
Håll musen över respektive land för uppgift om Net official development assistance and official aid (ODA).

See or edit source data. 